# Lá cờ Utah
Lá cờ cũ được thông qua vào năm 1913, bao gồm con dấu của tiểu bang bao quanh bởi một vòng tròn vàng trên nền màu xanh lam sẫm. Câu khẩu hiệu "Industry" tượng trưng cho sự phát triển, còn biểu tượng cái tổ ong tượng trưng cho tinh thần đoàn kết của những người dân đạo Mormon. Số 1847 là năm Brigham Young dẫn những tín đồ Mormon đầu tiên đến định cư tại tiểu bang Utah. Số 1896 là năm Utah chính thức trở thành một tiểu bang Hoa Kỳ.
Thiết kế con dấu của Utah được Vùng lãnh thổ Utah phê chuẩn năm 1850 rồi sau đó được chỉnh sửa thêm bởi Harry Edwards khi Utah trở thành một tiểu bang Hoa Kỳ vào năm 1896. Những chi tiết được thêm vào là con chim đại bàng đầu trọc và lá cờ nước Mỹ, tượng trưng cho sự bảo vệ của liên bang đối với Utah và lòng trung thành của Utah với liên bang. Các mũi tên tượng trưng cho sự can đảm trong chiến tranh và hoa sego lily, loài hoa của tiểu bang Utah tượng trưng cho hòa bình.

## Bảng màu
| Bảng màu | Xanh nước biển | Trắng       | Đỏ đậm      | Vàng kim   |
| -------- | -------------- | ----------- | ----------- | ---------- |
| CMYK     | 90-60-0-71     | 0-0-0-0     | 0-99-100-33 | 0-28-89-0  |
| HEX      | #071D49        | #FFFFFF     | #AA0200     | #FFB81D    |
| RGB      | 7-29-73        | 255-255-255 | 170-2-0     | 255-184-29 |